# Cămărzana
Cămǎrzana (Komorzán en hongrois, Kamarsendorf en allemand) est une commune roumaine du județ de Satu Mar, dans la région historique de Transylvanie et dans la région de développement du Nord-ouest.

## Géographie
La commune de Cămǎrzana est située dans le nord du județ, à la frontière avec l'Ukraine, dans les Monts Oaș, aux sources de la rivière Lechincioara, à 18 km au nord-ouest de Negrești-Oaș et à 62 km au nord-est de Satu Mare, le chef-lieu du județ. Cămǎrzana fait partie de la micro-région du pays Oaș constituée en 2006 autour de la ville de Negrești-Oaș.
La municipalité est composée du seul village de Cămǎrzana (population en 2002) :
- Cămǎrzana (2643), siège de la commune.

## Histoire
La première mention écrite du village de Cămǎrzana date de 1387. Suivant une légende locale, le village aurait été fondé par des haïdouks, réfugiés dans les forêts avoisinantes. Des Ruthèness auraient ensuite peuplé le village au XVIe siècle, suivis par les Juifs au XIXe siècle.
La commune, qui appartenait au royaume de Hongrie, faisait partie de la principauté de Transylvanie et elle en a donc suivi l'histoire.
Après le compromis de 1867 entre Autrichiens et Hongrois de l'empire d'Autriche, la principauté de Transylvanie disparaît et, en 1876, le royaume de Hongrie est partagé en comitats. Cămǎrzana intègre le comitat de Szatmár (Szatmár vármegye).
À la fin de la Première Guerre mondiale, l'Empire austro-hongrois disparaît et la commune rejoint la Grande Roumanie au traité de Trianon.
En 1940, à la suite du deuxième arbitrage de Vienne, elle est annexée par la Hongrie jusqu'en 1944, période durant laquelle sa petite communauté juive est exterminée par les nazis. Elle réintègre la Roumanie après la Seconde Guerre mondiale au traité de Paris en 1947.
En 1956, les deux villages de Târșolț et Aliceni quittent la commune de Cămǎrzana pour créer la commune de Târșolț.

## Politique
| Période                                  | Période  | Identité             | Étiquette | Qualité |
| ---------------------------------------- | -------- | -------------------- | --------- | ------- |
| Les données manquantes sont à compléter. |          |                      |           |         |
| 2008                                     | 2016     | Ioan Hotcaș          | PSD       |         |
| 2016                                     | En cours | Ioan Florin-Dumutriu | ALDE      |         |

| Parti | Parti                                      | Sièges |
| ----- | ------------------------------------------ | ------ |
|       | Alliance des libéraux et démocrates (ALDE) | 3      |
|       | Parti national libéral (PNL)               | 4      |
|       | Parti social-démocrate (PSD)               | 2      |
|       | Parti Mouvement populaire                  | 1      |
|       | Parti du pouvoir humaniste (PPU)           | 1      |

## Religions
En 2002, la composition religieuse de la commune était la suivante :
- Chrétiens orthodoxes, 86,00 % ;
- Pentecôtistes, 6,73 % ;
- Grecs-Catholiques, 4,84 % ;
- Adventistes du septième jour, 0,83 %.

## Démographie
En 1910, à l'époque austro-hongroise, la commune comptait 1 861 Roumains (93,85 %), 70 Allemands (3,53 %) et 51 Hongrois (2,57 %),.
En 1930, on dénombrait 2 065 Roumains (93,19 %), 131 Juifs (5,91 %), 13 Tsiganes (0,59 %) et 6 Hongrois (0,27 %).
En 1956, après la Seconde Guerre mondiale, 2 691 Roumains (99,74 %) côtoyaient 4 Hongrois (0,15 %) et 3 Tsiganes (0,11 %).
En 2002, la commune comptait 2 642 Roumains soit la totalité de la population. On comptait à cette date 768 ménages.
| 1880  | 1890  | 1900  | 1910  | 1920  | 1930  | 1941  | 1956  | 1966  |
| ----- | ----- | ----- | ----- | ----- | ----- | ----- | ----- | ----- |
| 1 946 | 1 853 | 1 931 | 1 983 | 2 056 | 2 216 | 2 485 | 2 698 | 3 028 |

| 1977  | 1992  | 2002  | 2007  | - | - | - | - | - |
| ----- | ----- | ----- | ----- | - | - | - | - | - |
| 2 869 | 2 860 | 2 643 | 2 581 | - | - | - | - | - |

## Économie
L'économie de la commune repose sur l'agriculture (nombreux vergers de pruniers servant à la fabrication d'eau-de-vie), la sylviculture et le tourisme rural.

## Lieux et monuments
- Cămǎrzana, réserve naturelle Tinoavele din Munții Oaș.

- Cămǎrzana, église orthodoxe des Sts Archanges datant de 1848[8]